# Adam Papée
Adam Stanisław Papée, född 21 juli 1895 i Lviv, död 6 mars 1990 i Bydgoszcz, var en polsk fäktare.
Papée blev olympisk bronsmedaljör i sabel vid sommarspelen 1932 i Los Angeles.